# Xenotriccus
Xenotriccus är ett litet fågelsläkte i familjen tyranner inom ordningen tättingar. Släktet omfattar två arter med utbredning i Centralamerika från södra Mexiko till nordvästra El Salvador:
- Bandtyrann (X. callizonus)
- Långtofsad tyrann (X. mexicanus)